# Bílské vojvodství

Poloha na mapě Polska

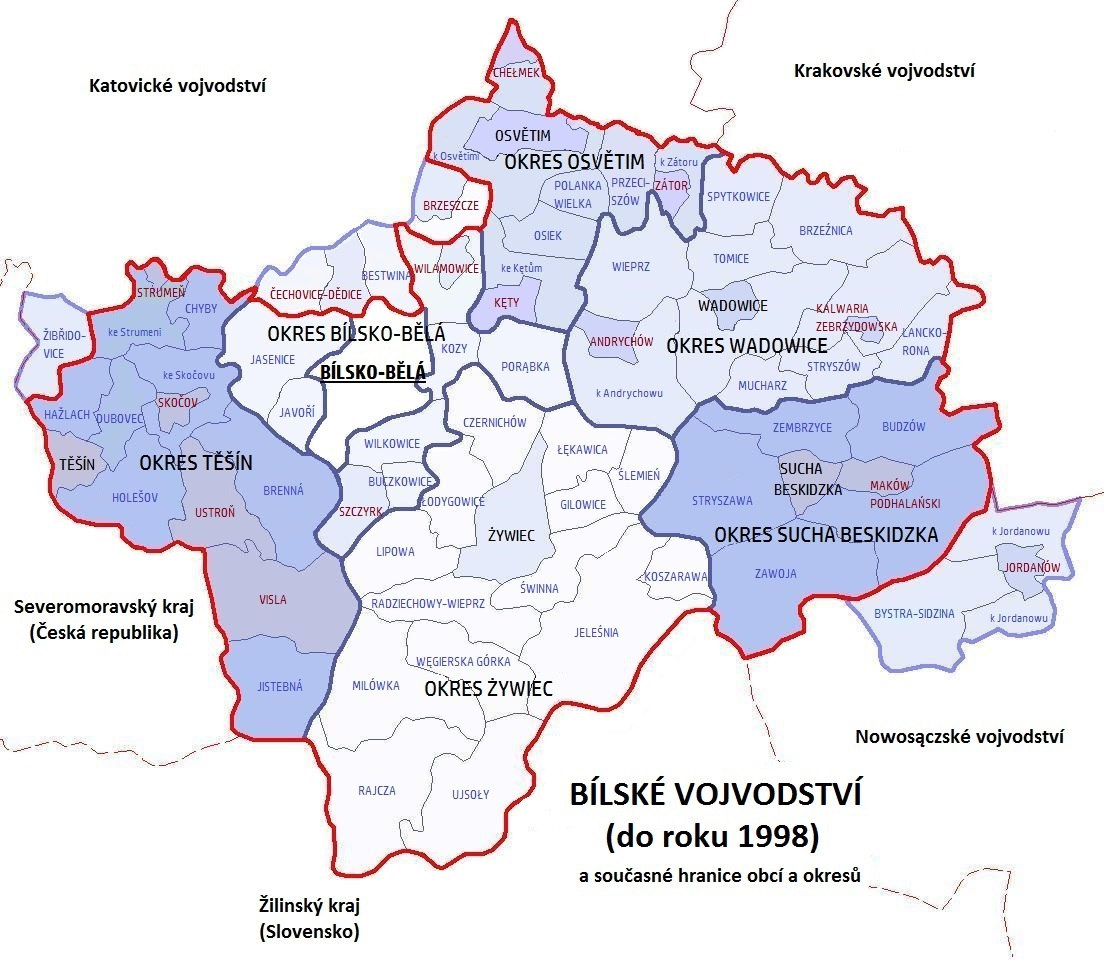
Mapa Bílského vojvodství se současným dělením obcí a okresů

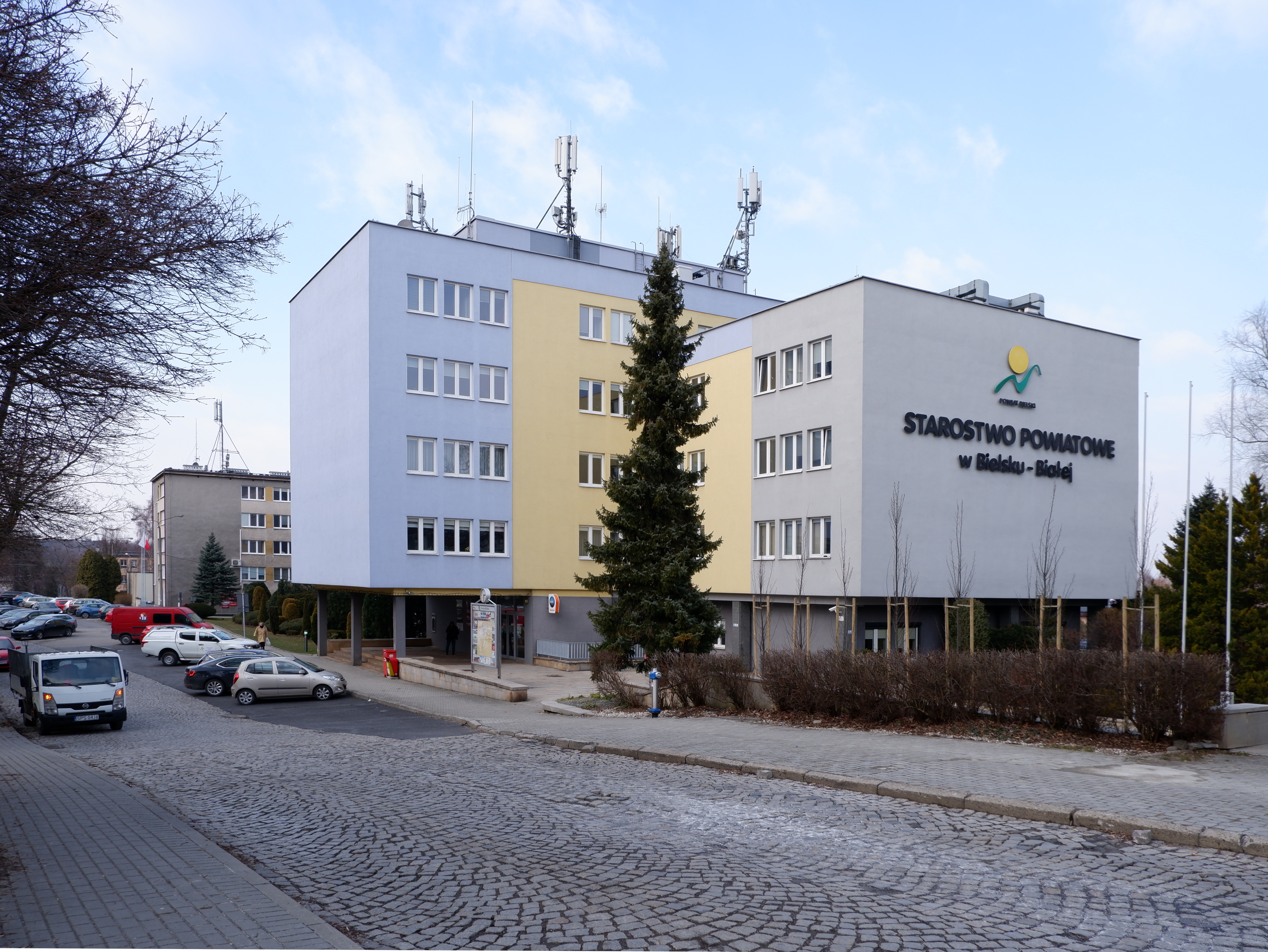
Krajský úřad

Bílské vojvodství (polsky Województwo bielskie) bylo mezi lety 1975 až 1998 jedno ze 49 polských vojvodství se sídlem v Bílsku-Bělé.
Zahrnovalo většinu polské části Těšínského Slezska (kromě gminy Žibřidovice a gminy Čechovice-Dědice) a jihozápadní Malopolsko, tedy území dnešních okresů Bílsko-Bělá (bez dvou gmin), Osvětim (bez jedné gminy), Sucha Beskidzka (bez dvou gmin), Těšín (bez jedné gminy), Wadowice (celý), Żywiec (celý) a městského okresu Bílsko-Bělá. Sousedilo s vojvodstvími Katovickým na severu, Krakovským na severovýchodě a Novosadeckým na východě, a také ze západu a z jihu s Československem, respektive později s Českou republikou (Severomoravský kraj), a Slovenskem (Žilinský kraj).
Roku 1998 bylo jeho území rozděleno mezi Slezské (Bílsko-Bělá, Těšín, Żywiec) a Malopolské vojvodství (Osvětim, Sucha Beskidzka, Wadowice).
Na území Bílského vojvodství se nacházelo 18 měst a 59 gmin. S rozlohou 3 704 km² bylo třetím nejmenším polským vojvodstvím (po tzv. městských vojvodstvích, Krakovským a Lodžským), podle počtu obyvatel – 927 500 ke konci roku 1998 – však třináctým největším.
Seznam měst:
- Bílsko-Bělá – 180 300
- Osvětim – 43 900
- Těšín – 37 600
- Żywiec – 32 400
- Andrychów – 23 000
- Wadowice – 19 500
- Kęty – 19 500
- Ustroň – 15 900
- Skočov – 15 800
- Visla – 11 800
- Sucha Beskidzka – 9 900
- Chełmek – 9 400
- Maków Podhalański – 5 900
- Szczyrk – 5 600
- Kalwaria Zebrzydowska – 4 500
- Zátor – 3 600
- Strumeň – 3 400
- Wilamowice – 2 800

Počet obyvatel k 31. 12. 1998
Bílské vojvodství patřilo k nejvyspělejším oblastem tehdejšího Polska, například míra nezaměstnanosti na úrovni 9,1 % byla v roce 1998 čtvrtá nejnižší v zemi. Ekonomika se opírala o dva pilíře: průmysl – textilní závody v Bílsku-Bělé, automobilka FSM v Bílsku-Bělé, chemické závody v Osvětimi, pivovar Żywiec, továrna na motory Andoria v Andrychowě, obuvnické závody v Chełmeku (původně baťovský satelit) a řada dalších – a turistiku – Slezské, Malé a Żywiecké Beskydy včetně Babié hory, lázně Ustroň, koncentrační tábor Auschwitz, poutní komplex Kalwaria Zebrzydowska.
V rámci Bílského vojvodství byla spojena kulturně a historicky odlišná území, která od středověku nepatřila nikdy s výjimkou hitlerovské okupace k jednomu správnímu celku. Pro jednoduché označení celé oblasti jakožto jednoho regionu byl po dobu existence vojvodství propagován výraz Podbeskidzie (Podbeskydí), který se ujal především mezi obyvateli Bílska-Bělé a v bývalém hlavním městě je pořád ještě často používán.